# Donald R. McMonagle
Donald Ray McMonagle, född 14 maj 1952 i Flint, Michigan, är en amerikansk astronaut uttagen i astronautgrupp 12 den 5 juni 1987

## Rymdfärder
- STS-39
- STS-54
- STS-66